# Tour de Hokkaido
Le Tour de Hokkaido est une course cycliste par étapes japonaise disputée sur l'île de Hokkaidō. Créé en 1987, il fait partie de l'UCI Asia Tour depuis 2005, en catégorie 2.2.
L'édition 2018 est annulée en raison du séisme survenu sur l'île le 6 septembre 2018.
Après un accident entre un des concurrents et une voiture survenue lors de la 1re étape, l'épreuve est entièrement annulée en 2023.

## Palmarès
| Année     | Vainqueur                 | Deuxième              | Troisième                    |
| --------- | ------------------------- | --------------------- | ---------------------------- |
| 1987      | Matsuyoshi Takahashi (en) | Mitsuhiro Suzuki (en) | Nobohatsu Hara               |
| 1988      | Kazuya Hashizume          | Kyoshi Miura          | Mitsuhiro Suzuki (en)        |
| 1989      | Kazuo Oishi               | Mitsuhiro Suzuki (en) | Hiroshi Mitani               |
| 1990      | Daisuke Imanaka           | Kazuo Oishi           | Hiroshi Daimon (en)          |
| 1991      | Daisuke Imanaka           | Naoshi Ono            | Junichi Kikuta               |
| 1992      | Stephen Spratt (en)       | David Hourigan        | Hiroshi Daimon (en)          |
| 1993      | Daisuke Imanaka           | Conor Henry (en)      | Junichi Kikuta (es)          |
| 1994      | Naoshi Ono                | Keita Seino           | Yoshiyuki Abe                |
| 1995      | Andreas Guidotti          | Takayuki Kakigi       | Shuietsuon Tan               |
| 1996      | Eric Wohlberg             | Brian Walton          | Steve Rover                  |
| 1997      | Michele Colleoni          | Riccardo Ferrari      | Mauro Zinetti                |
| 1998      | Hideto Yukinari           | Michael McNena        | Shinichi Fukushima           |
| 1999      | Ken Hashikawa             | Yoshiyuki Abe         | Kazuyuki Manabe              |
| 2000      | Eric Wohlberg             | Ken Hashikawa         | Junichi Shibuya              |
| 2001      | David McCann              | Tomoya Kanō           | Paul Griffin                 |
| 2002      | Simone Mori               | Tomoya Kanō           | Kazuya Okazaki               |
| 2003      | Satoshi Hirose            | Tomoya Kanō           | Mitsuteru Tanaka (en)        |
| 2004      | Wong Kam Po               | Giuseppe Ribolzi      | Eddy Hilger                  |
| 2005      | Eddy Ratti                | Kazuya Okazaki        | Miyataka Shimizu             |
| 2006      | Taiji Nishitani           | Shinri Suzuki         | Daniel McConnell             |
| 2007      | Henri Werner (de)         | Darren Lapthorne      | Yukiya Arashiro              |
| 2008      | Takashi Miyazawa          | Joost van Leijen      | Emmanuel van Ruitenbeek      |
| 2009      | Takashi Miyazawa          | Shinri Suzuki         | Kazuhiro Mori                |
| 2010      | Miyataka Shimizu          | Junya Sano            | Choi Jong-gyun               |
| 2011      | Miguel Ángel Rubiano      | Jang Kyung-gu         | Simone Campagnaro (en)       |
| 2012      | Maximiliano Richeze       | Ryota Nishizono       | Kazushige Kuboki             |
| 2013      | Thomas Lebas              | Damien Monier         | Joshua Prete                 |
| 2014      | Joshua Prete              | Alessandro Malaguti   | Kōhei Uchima                 |
| 2015      | Riccardo Stacchiotti      | Daniele Colli         | Salvador Guardiola           |
| 2016      | Nariyuki Masuda           | Pierpaolo De Negri    | Ricardo García               |
| 2017      | Marcos Garcia             | Ryota Nishizono       | José Vicente Toribio         |
| 2019      | Filippo Zaccanti          | Sam Crome             | Nur Amirul Fakhruddin Mazuki |
| 2020-2021 | annulé                    | annulé                | annulé                       |
| 2022      | Yusuke Kadota             | Thomas Lebas          | Shoi Matsuda                 |
| 2023      | annulé                    | annulé                | annulé                       |